# Проценат
Проценат, постотак, настотак, посто или одсто (ознака %), у значењу „од сто“ (лат. per centum) је бездимензиона величина која означава стоти део целине: 1% = 1 · 10-2. Често се означава помоћу знака процента, „%“, иако се користе и скраћенице „pct.“, „pct“ и понекад „pc“. Проценат је бездимензионални број (чист број); нема мерну јединицу. Код употребе процента се може јавити проблем ако се не наведе целина на коју се односи део, те СИ обесхрабрује употребу процента у корист разломака (нпр. 0,45x уместо 45%x).

## Примери
- Један проценат је један стоти:

{\displaystyle 1\,\%={\frac {1}{100}}=0{,}01}
- Сто посто је цела:

{\displaystyle 100\,\%={\frac {100}{100}}=1}
- 75 одсто су три четвртине:

{\displaystyle 75\,\%={\frac {75}{100}}={\frac {3}{4}}=0{,}75}
- 50 одсто су половина:

{\displaystyle 50\,\%={\frac {50}{100}}={\frac {1}{2}}=0{,}5}
Иако су многе процентуалне вредности између 0 и 100, нема математичких ограничења и проценти могу да поприме друге вредности. На пример, уобичајено је да се позива на 111% или -35%, посебно за промене у процентима и поређењима.

## Историја
У Старом Риму, дуго пре постојања децималног система, прорачуни су се често вршили у разломцима умножака 1/100. На пример, Август је наметнуо порез од 1/100 на робу продату на аукцији познату као centesima rerum venalium. Рачунање са овим разломцима било је еквивалентно израчунавању процената.
Како су апоени новца расли у средњем веку, прорачуни са имениоцем од 100 постајали су све стандарднији, тако да је од касног 15. до раног 16. века постало уобичајено да аритметички текстови укључују таква израчунавања. Многи од ових текстова применили су ове методе на добит и губитак, каматне стопе и правило тројке. До 17. века било је стандардно да се камате наводе у стотим деловима.

## Процентни знак
Израз „проценат” је изведен из латинског per centum, што значи „сто” или „стотина”. Знак за „проценат“ је еволуирао постепеном контракцијом италијанског израза per cento, што значи „за сто“. „Пер“ је често скраћивано као „п.“ — на крају је потпуно нестало. „Центо” је контраховано у два круга одвојена хоризонталном линијом, из чега је изведен савремени симбол „%”.

## Рачунање
Вредност процента се израчунава множењем нумеричке вредности односа са 100. На пример, да би се одредило 50 јабука као проценат од 1250 јабука, прво се израчунава однос 50/1250 = 0,04, а затим се помножи са 100 да би се добило 4%. Вредност процента се такође може наћи тако што се прво врши множење, тако да би се у овом примеру 50 помножило са 100 да би се добило 5.000, а овај резултат би се поделио са 1250 да би се добило 4%.
Да би се израчунао проценат процента, претворе се оба процента у разломке од 100, или у децимале, и помноже се. На пример, 50% од 40% је:
50/100 × 40/100 = 0.50 × 0.40 = 0.20 = 20/100 = 20%.
Није исправно делити са 100 и истовремено користити знак процента; то би дословно подразумевало поделу са 10.000. На пример, 25% = 25/100 = 0.25, а не 25%/100, што је заправо 25⁄100/100 = 0.0025. Термин као што је 100/100% такође би био нетачан, јер би се читао као 1 проценат, чак и ако је намера да се каже 100%.
Кад год се комуницира о проценту, важно је навести на шта се односи (тј. који је укупан износ који одговара 100%). Следећи проблем илуструје ову тачку.
На извесном факултету 60% свих студената су жене, а 10% свих студената је на смеру информатике. Ако је 5% студенткиња на смеровима информатике, колики проценат смерова информатике су жене?
Од нас се тражи да израчунамо однос студенткиња информатике и свих студената информатике. Знамо да је 60% свих студената женског пола, а међу ових 5% су на смеровима информатике, те се закључује да су 60/100 × 5/100 = 3/100 или 3% свих студената студенткиње смерова информатике. Ако се ово подели са 10% свих студената који похађају смер рачунарске науке, долази се до одговора: 3%/10% = 30/100 или 30% свих студената смерова информатике су жене.
Овај пример је уско повезан са концептом условне вероватноће.

## Повећање и смањење процента
Због недоследне употребе, није увек јасно из контекста на шта се односи проценат. Када се говори о „10% порасту” или „10% паду” у количини, уобичајено тумачење је да је то у односу на почетну вредност те количине. На пример, ако је почетна цена артикла $200 и цена порасте 10% (повећање од $20), нова цена ће бити $220. Треба имати на уму да је ова коначна цена 110% почетне цене (100% + 10% = 110%).
Неки други примери промена у процентима:
- Повећање количине од 100% значи да је коначни износ 200% почетног износа (100% почетног + 100% повећања = 200% почетног износа). Другим речима, количина се удвостручила.
- Повећање од 800% значи да је коначни износ 9 пута већи од првобитног (100% + 800% = 900% = 9 пута већи).
- Смањење од 60% значи да је коначни износ 40% оригиналног (100% – 60% = 40%).
- Смањење од 100% значи да је коначни износ нула (100% – 100% = 0%).

Генерално, промена од x процената у количини доводи до коначног износа који је 100 + x процената првобитног износа (еквивалентно, (1 + 0.01x) пута првобитни износ).

## Сложени проценти
Проценат промена које се примењују узастопно се разликује од уобичајеног процента. На пример, ако је претходно разматрано повећање цене од 10% (за артикал од 200 УСД, повећање његове цене на 220 УСД) праћено смањењем цене од 10% (смањење од 22 УСД), онда ће коначна цена бити 198 УСД – не оригинална цена од 200 долара. Разлог за ово очигледно неслагање је што се две процентне промене (+10% и -10%) мере у односу на различите количине (200 и 220 долара), и стога се не „поништавају”.
Генерално, ако је повећање од x процената праћено смањењем за x процената, а почетни износ је био p, коначни износ је p(1 + 0.01x)(1 − 0.01x) = p(1 − (0.01x)2); стога је нето промена укупно смањење за x процената od x процената (квадрат првобитне промене процента када је изражен као децимални број). Дакле, у горњем примеру, након повећања и смањења од x = 10 процената, коначни износ, 198 долара, био је 10% од 10% или 1% мањи од почетног износа од 200 долара. Нето промена је иста за смањење од x процената, након чега следи повећање од x процената; коначни износ је p(1 - 0.01x)(1 + 0.01x) = p(1 − (0.01x)2).
Ово се може проширити за случај када се нема исти проценат промене. Ако почетни износ p доводи до промене процента x, а други проценат промене је y, онда је коначни износ p(1 + 0.01x)(1 + 0.01y). Променом горњег примера, након повећања од x = 10 percent процената и смањења од y = −5 percent процената, коначни износ, 209 долара, је 4,5% већи од почетног износа од 200 долара.
Као што је горе приказано, промене у процентима се могу применити било којим редоследом и имати исти ефекат.
У случају каматних стопа, врло уобичајен, али двосмислен начин да се каже да је каматна стопа порасла са 10% годишње на 15% годишње, на пример, јесте да се каже да је каматна стопа порасла за 5%, што би теоретски могло значити да је повећана са 10% годишње на 10,5% годишње. Јасније је рећи да је каматна стопа порасла за 5 процентних поена (пп). Иста конфузија између различитих концепата процента (старости) и процентних поена може потенцијално изазвати велики неспоразум када новинари извештавају о резултатима избора, на пример, изражавајући и нове резултате и разлике са ранијим резултатима у процентима. Ако странка добије 41% гласова и за то се каже да је повећање од 2,5%, да ли то значи да је ранији резултат био 40% (пошто је 41 = 40 × (1 + 2,5/100)) или 38,5% (пошто је 41 = 38,5 + 2,5)?
На финансијским тржиштима уобичајено је да се повећање од једног процентног поена (нпр. са 3% годишње на 4% годишње) назива повећањем од "100 базних поена".

## Реч и симбол
У британском енглеском, проценат се обично пише као две речи (per cent), иако се речи percentage и перцентил пишу као једна реч. У америчком енглеском, percent је најчешћа варијанта (али се per mille пише као две речи).
Почетком 20. века постојала је тачкаста скраћеница „per cent.“, за разлику од „per cent“. Форма „per cent.” је и даље у употреби у високо формалном језику који се налази у одређеним документима као што су уговори о комерцијалном зајму (посебно они који су подложни или инспирисани обичајним правом), као и у Хансардовим транскриптима британског парламентарног поступка. Термин је приписан латинском per centum. Концепт разматрања вредности као делова сто је изворно грчки. Симбол за проценат (%) је еволуирао из симбола који је скраћеница од италијанског per cento. У неким другим језицима уместо тога се користи облик procent или prosent. Неки језици користе и реч изведену од процената и израз у том језику који значи исту ствар, нпр. румунски procent и la sută (дакле, 10% се може прочитати или понекад написати десет за [сваких] сто, слично као и енглески један од десет). Друге скраћенице су ређе, али се понекад могу видети.
Граматички и стилски водичи се често разликују у томе како треба написати проценте. На пример, обично се предлаже да се реч проценат (или per cent) напише у свим текстовима, као у „1 проценат“, а не „1%“. Други водичи преферирају да се реч напише у хуманистичким текстовима, али да се симбол користи у научним текстовима. Већина водича се слаже да се увек пишу бројевима, као у „5 процената“, а не „пет процената“, једини изузетак је на почетку реченице: „Десет процената свих писаца воли стилске водиче“. Децимале такође треба да се користе уместо разломака, као у „3,5 процената добитка“, а не „3 1⁄2 процента добитка“. Међутим, називи обвезница које издају владе и други емитенти користе фракциони облик, нпр. „3 1⁄2% незаштићеног зајма 2032, серија 2“. (Када су каматне стопе веома ниске, број 0 је укључен ако је каматна стопа мања од 1%, нпр. „0 3⁄4% трезорске акције“, а не „3⁄4% трезорске акције“.) Такође је широко прихваћено коришћење симбола процента (%) у табеларном и графичком материјалу.
У складу са уобичајеном енглеском праксом, водичи за стилове — као што је Чикашки приручник за стил — генерално наводе да су број и знак процента написани без икаквог размака између њих. Међутим, Међународни систем јединица и стандард ISO 31-0 захтевају размак.